# Ringebu (sat)
Ringebu (cunoscut local și sub denumirile de Vålebrua sau Vålebru) este o localitate situată în partea de sud a Norvegiei, în comuna omonimă din provincia Innlandet, pe cursul inferior al râului Våla. Este localitatea de reședință a comunei, are o suprafață de 1,8 km² și o populație de 1.353 locuitori (2021). Până la data de 1.1.2020 a aparținut provinciei Oppland. 